# Norbert Gebhardt
Norbert Gebhardt (* 1948) ist Professor für Hydraulik und Pneumatik an der Hochschule für Technik und Wirtschaft Dresden. Seit dem Jahr 2000 ist er Prodekan des Fachbereichs Maschinenbau/Verfahrenstechnik. Seine Forschungsschwerpunkte liegen in den Bereichen Hydraulikdiagnose, Modellbildung und Messtechnik.

## Schriften
- Norbert Gebhardt: Beitrag zur Minimierung des organisatorischen Aufwandes der technischen Diagnostik mobiler landtechnischer Arbeitsmittel. Dissertation, Technische Universität, Dresden 1981.
- Norbert Gebhardt: Beitrag zur technischen Diagnostik von hydraulischen Pumpen und Motoren, dargestellt am Beispiel der Axialkolbenmaschinen. Habilitation, Hochschule für Verkehrswesen, Dresden 1986.
- Norbert Gebhardt: Fluidtechnik in Kraftfahrzeugen. Springer, Berlin/Heidelberg  2010, ISBN 978-3-642-05483-9.
- Dieter Will, Norbert Gebhardt (Hrsg.): Hydraulik. Grundlagen, Komponenten, Systeme. 6. Aufl. Springer, Berlin/Heidelberg 2015, ISBN 978-3-662-44401-6.